# Sabadell
Sabadell [səbəˈdɛʎ] – miasto w północno-wschodniej Hiszpanii, we wspólnocie autonomicznej Katalonii, w zespole miejskim Barcelony. Około 212 tys. mieszkańców. Wspólnie z Tarrasą jest siedzibą powiatu Vallès Occidental. W mieście znajduje się najwyższy na świecie – 12 metrowy – pomnik Ludwika Zamenhofa.
W mieście rozwinął się przemysł wełniarski, bawełniany, maszynowy oraz chemiczny.